# Johnny Jensen
Johnny Jensen (* 17. Februar 1972 in Tønsberg, Norwegen) ist ein Handballtrainer und ein ehemaliger Handballspieler. Er ist 1,90 Meter groß und 100 Kilogramm schwer. Jensen ist verheiratet und hat zwei Kinder.

## Leben
Von 1987 bis 1999 spielte er bei seinem ersten Profiverein Sandefjord TIF, mit dem er 1999 norwegischer Meister sowie 1993 und 1999 Pokalsieger wurde. Von dort wechselte Jensen im Sommer 1999 zum deutschen Bundesligisten VfL Bad Schwartau, für den er jedoch bis Ende September 1999 aufgrund einer Haftstrafe in seinem Heimatland nicht auflaufen konnte. Mit dem VfL gewann er 2001 den DHB-Pokal. Über die Station ThSV Eisenach (2001–2003) kam er zur SG Flensburg-Handewitt, wo er bis 2010 spielte und mit der Rückennummer 14 und dem Spitznamen „Handballgott“ 2004 Deutscher Meister und Pokalsieger wurde. Den Pokal holte er im Jahr danach gleich noch einmal. 2010 beendete Jensen seine Karriere verletzungsbedingt. Anschließend übernahm er das Co-Traineramt beim norwegischen Zweitligisten Nøtterøy IF. Im Laufe der Saison 2010/11 gab er jedoch sein Comeback und stieg mit Nøtterøy in die Postenligaen auf. Hier beendete er nach der Saison 2012/13 seine Karriere und übernahm das Traineramt von Nøtterøy. 2016 beendete er seine Trainertätigkeit bei Nøtterøy. Seit der Saison 2017/18 trainiert er Falk Horten. Weiterhin gehört er dem Trainerteam der norwegischen U18-Nationalmannschaft an.
Im Einsatz bei der SG Flensburg Handewitt warf Johnny Jensen in 269 Spielen 525 Tore. Für Norwegen bestritt er 200 Länderspiele.